# Maria Gromova
Maria Igorevna Gromova (Moscou, 20 de julho de 1984) é uma nadadora sincronizada russa, tricampeã olímpica.

## Carreira
Maria Gromova representou seu país nos Jogos Olímpicos de 2004 a 2012, ganhando a medalha de ouro por equipes em: 2004, 2008 e 2012. 